# 黃傑 (萬曆進士)
黃傑（1560年—1598年），字式彦，號見濮，河南汝寧府光州息县人。明朝政治人物、進士出身。

## 生平
黄经曾孙，浙江佥事黃家棟之侄。嘉靖庚申十二月二十一日生。三岁而孤，颖悟异恒儿，伯父侍御公爱而教之。登万历十六年（1588年）戊子科河南鄉試舉人，十七年（1589年）联捷己丑科二甲二十六名進士，刑部觀政，十八年二月授兵部武选司主事，奉使赈边，殚力区画，事峻过家，奉母杨安人就养京邸，曲致其欢。二十二年转武库司员外郎，二十六年升郎中。杨安人感疾，躬侍汤药，至废寝食。母卒，扶櫬南归，哀毁骨立，遂以疾卒，年三十有八，祀乡贤。

## 家族
曾祖黄经，贡生。祖父黄鄑，貢士、知縣。父黄家樸。